# Gottfried Magnuson
Gottfried Magnuson (englisch Godfrey) († nach 8. Oktober 1275) war kurzzeitig ein König von Man.

## Herkunft
Über Gottfried ist nur wenig bekannt. Er war ein Sohn von Magnus Olafson, dem letzten König der Isle of Man. Ob er aber von ehelicher oder unehelicher Geburt war, ist ungeklärt.

## Thronanspruch und Eroberung der Isle of Man
Gottfrieds Vater hatte sich während des Norwegisch-Schottischen Kriegs 1264 dem schottischen König Alexander III. unterworfen. Nach dem Tod von Magnus 1265 fiel die Insel an den schottischen König. Dieser ernannte seinen jungen Sohn Alexander zum Lord of Man und ließ die Insel durch Vögte verwalten. Um Rebellionen der Bevölkerung von Man niederschlagen zu können, ließ der König 1268 Befestigungen auf der Insel anlegen. 1275 besetzte Gottfried die Insel und erklärte sich zum König. Woher er Unterstützung erhielt, ist unbekannt, er konnte aber die Burg der schottischen Vögte, vermutlich Castle Rushen, erobern. Nach anderen Angaben hatten die Bewohner von Man gegen die schottische Herrschaft rebelliert, die schottische Besatzung vertrieben und dann Gottfried zum König erklärt.

## Kampf und Niederlage
Nachdem Gottfried die Herrschaft auf Man übernommen hatte, zog der schottische König im südwestschottischen Galloway sowie auf den Hebriden eine Armee zusammen, um die Insel zurückzuerobern. Die Führung über die Armee übernahmen der anglo-schottische Baron John de Vescy, die schottischen Barone John Comyn of Badenoch, Alexander of Argyll, Alan of Garmoran sowie Alan, ein unehelicher Sohn von Thomas, Earl of Atholl. Mit einer Flotte von 90 Langschiffen aus Galloway segelte die Armee nach Man und landete am 7. Oktober 1275 bei Ronaldsway im Süden der Insel. Gottfried und die Bewohner von Man hatten ein Aufgebot zusammengezogen und waren bereit zum Kampf. Die schottischen Kommandanten boten den Bewohnern der Insel Begnadigung an, falls sie sich ergeben würden. Gottfried lehnte es aber ab, sich zu ergeben. Daraufhin kam es am nächsten Morgen vermutlich am Nordende der Halbinsel Langness zu einer blutigen Schlacht, in der die schottische Armee das schlecht gerüstete Aufgebot der Inselbewohner besiegte. Das Schicksal von Gottfried ist unklar. Entweder wurde er in der Schlacht oder wenig später getötet. Nach den Annalen von Furness Abbey soll er dagegen mit seiner Frau und wenigen Anhängern nach Wales geflüchtet sein. Sein weiteres Schicksal ist unbekannt.
Nach dem schottischen Sieg wurde die Insel geplündert. Anschließend übernahmen wieder schottische Vögte für den Königssohn Alexander die Verwaltung der Insel. Die Isle of Skye, die bislang zur Herrschaft Man gehört hatte, übergab der schottische König an den Earl of Ross.